# Bradysia hastata
Bradysia hastata là một ruồi trong họ Sciaridae, thuộc chi Bradysia. Loài này được Johannsen miêu tả khoa học đầu tiên năm 1912.